# Catherine Hezser
Catherine Hezser (* 30. Juni 1960 in Wuppertal) ist eine deutsche Judaistin.

## Leben
Sie studierte Judaistik, Theologie und Philosophie an den Universitäten Münster und Heidelberg und am Jewish Theological Seminary. Sie schloss ihr Studium mit einem Dr. theol. (Universität Heidelberg 1986) und einem Ph.D. in Jewish Studies (Jewish Theological Seminary 1992) ab. Nachdem sie zwei Jahre als Senior Research Fellow am King’s College (Cambridge) verbracht hatte (1992–1994), ging sie an die FU Berlin, um ihre Habilitation in Judaistik abzuschließen (Berlin 1997). Anschließend forschte sie als Stipendiatin der Yad Hanadiv - Rothberg Foundation an der Hebräischen Universität Jerusalem und erhielt von der Deutschen Forschungsgemeinschaft eine Heisenberg-Professur. Von 2000 bis 2005 war sie Al und Felice Lippert-Professorin für Judaistik am Trinity College Dublin und Direktorin des Herzog-Zentrums für jüdische und nahöstliche Religionen und Kulturen. Seit 2005 unterrichtet sie an der SOAS der University of London.
Ihre Forschungsgebiete sind die Geschichte, Literatur und Kultur der Juden im hellenistischen und römisch-byzantinischen Palästina. Nach eigener Aussage interessiere sie sich besonders für soziologische und anthropologische Ansätze der rabbinischen Literatur, für das alte jüdische Alltagsleben und für den griechisch-römischen und frühchristlichen Kontext, in dem Juden lebten.

## Schriften (Auswahl)
- Lohnmetaphorik und Arbeitswelt in Mt 20, 1–16. Das Gleichnis von den Arbeitern im Weinberg im Rahmen rabbinischer Lohngleichnisse. Göttingen 1990, ISBN 3-7278-0699-0.
- Form, function, and historical significance of the rabbinic story in Yerushalmi Neziqin. Tübingen 1993, ISBN 3-16-146148-7.
- The social structure of the rabbinic movement in Roman Palestine. Tübingen 1997, ISBN 3-16-146797-3.
- Jewish literacy in Roman Palestine. Tübingen 2001, ISBN 3-16-147546-1.